# Кульова окремість

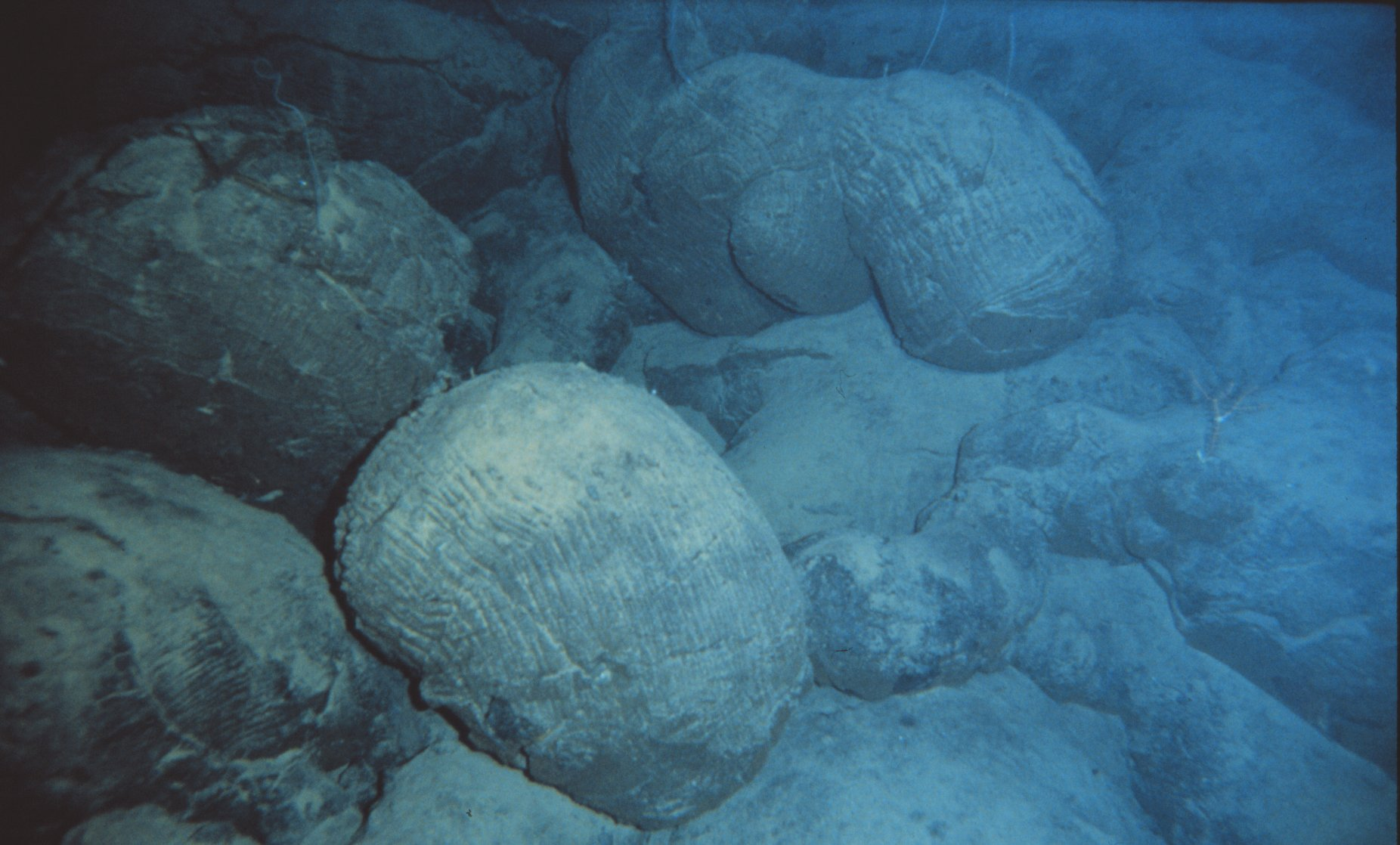
Кульова лава - приклад реалізації кульової окремості.

Окремість кульова (рос. отдельность шаровая, англ. spheroidal jointing, globular jointing, spheroidal parting; нім. kugelförmige Absonderung f, sphäroidale Absonderung f) – окремість деяких гірських порід (спілітів та ін.) кулеподібної форми, яка часто має концентричну шкаралуписту будову. 
Син. – сфероїдальна окремість.